# 拉纳斯
拉纳斯（法語：Lanarce，法語發音：[lanaʁs]）是法国阿尔代什省的一个市镇，属于拉让蒂耶尔区。

## 地理
拉纳斯（44°43'42"N, 4°0'11"E）面积22.37 平方千米，位于法国奥弗涅-罗讷-阿尔卑斯大区阿尔代什省，该省份为法国东南部内陆省份，北起顺时针与卢瓦尔省、伊泽尔省、德龙省、沃克吕兹省、加尔省、洛泽尔省和上盧瓦爾省接壤。
与拉纳斯接壤的市镇（或旧市镇、城区）包括：阿斯泰、伊桑拉、拉维拉特、马藏拉拜。

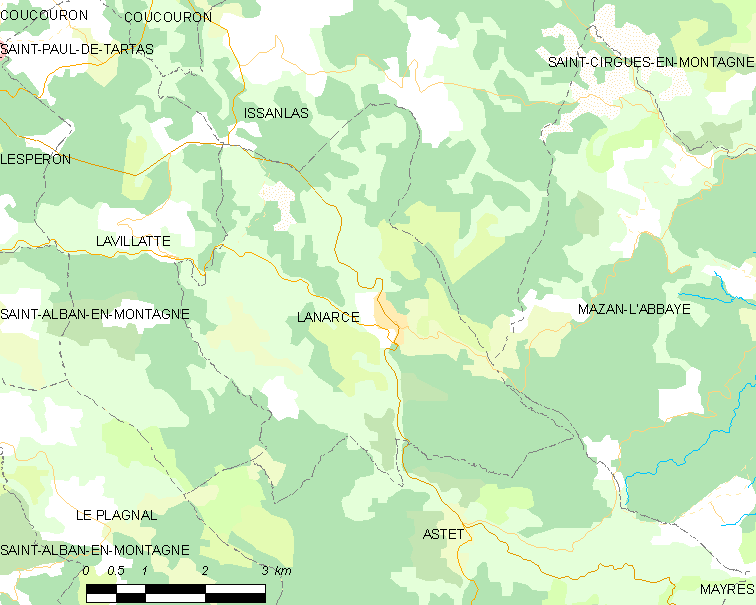
拉纳斯的OSM定位图

拉纳斯的时区为UTC+01:00、UTC+02:00（夏令时）。

## 行政
拉纳斯的邮政编码为07660，INSEE市镇编码为07130。

## 政治
拉纳斯所属的省级选区为上阿尔代什县。

## 人口

1962-2008年间拉纳斯人口变化图示

拉纳斯于2022年1月1日时的人口数量为209人。